# Challenger Lugano 2008
Il Challenger Lugano 2008 è stata la decima edizione di un torneo di tennis facente parte della categoria ATP Challenger Series nell'ambito dell'ATP Challenger Series 2008. Il torneo si è giocato a Lugano in Svizzera dal 30 giugno al 6 luglio 2008 su campi in terra rossa e aveva un montepremi di €85 000+H.

## Vincitori

### Singolare
Luis Horna ha battuto in finale  Nicolas Devilder con il punteggio di 7–61 6–1

### Doppio
Rameez Junaid /  Philipp Marx hanno battuto in finale  Mariano Hood /  Eduardo Schwank con il punteggio di 7–6(7) 4–6  [10–7]